# Helmut Bonnet
Helmut Bonnet (* 17. Juli 1910 in Spandau; † 27. September 1944 in München) war ein deutscher Zehnkämpfer.
Bei den Olympischen Spielen 1936 wurde er Achter mit 6939 Punkten.
1936 wurde er Deutscher Meister.
Helmut Bonnet startete für den Polizei SV Berlin. Er starb an den Folgen einer Kriegsverletzung.